# 대릴 매코맥
대릴 매코맥(Daryl McCormack, 1993년 1월 22일 ~ )은 아일랜드의 배우이다. 《굿 럭 투 유, 리오 그랜드》(2022)를 통해 2023년 제76회 영국 아카데미 영화상 남우주연상 후보에 올랐다. 2023년 제76회 칸 영화제 트로페 쇼파르 수상자이다.

## 출연 작품

### 영화
- 굿 럭 투 유, 리오 그랜드 (2022)
- 더 레슨 (2023) - 리암 소머스 역
- 트위스터스 (2024) - 잽 역

### 텔레비전
- 바이킹스 (2017)
- 베리 잉글리시 스캔들 (2018)
- 피키 블라인더스 (2019-22)
- 시간의 수레바퀴 (2021)

### 연극
- 로미오와 줄리엣 (2015)
- 오셀로 (2015)